# Jim Holton
Jim Holton (Nacido 11 de abril de 1951 - falleció el 4 de octubre de 1993) fue uno de los más grandes futbolistas escoceses. Comenzó su carrera como futbolista en 1968, con el club de fútbol West Bromwich Albion Football Club, después, en 1972, decidió jugar en el club de fútbol Manchester United Football Club. En el mundial Alemania 1974, Jim Holton hizo su primera participación en un mundial de fútbol, desde ahí, se convirtió en un profesional del fútbol.
Falleció el 5 de octubre de 1993, a causa de un ataque al corazón.
- Datos: Q2461947